# Istocheta
Istocheta är ett släkte av tvåvingar. Istocheta ingår i familjen parasitflugor.

## Dottertaxa tillIstocheta, i alfabetisk ordning[1][2]
- Istocheta adrufipes
- Istocheta aldrichi
- Istocheta altaica
- Istocheta amita
- Istocheta barbata
- Istocheta brevinychia
- Istocheta cinerea
- Istocheta ectinohopliae
- Istocheta graciliseta
- Istocheta hemichaeta
- Istocheta leishanica
- Istocheta longicauda
- Istocheta longicornis
- Istocheta ludingensis
- Istocheta luteiceps
- Istocheta maladerivora
- Istocheta melliculus
- Istocheta mesnil
- Istocheta nigripedalis
- Istocheta nudioculata
- Istocheta nyalamensis
- Istocheta nyctia
- Istocheta polyphyllae
- Istocheta rhombonicis
- Istocheta rohdendorfi
- Istocheta splendens
- Istocheta steinbergi
- Istocheta subcinerea
- Istocheta sublutescens
- Istocheta subrufipes
- Istocheta torrida
- Istocheta transcaspica
- Istocheta tricaudata
- Istocheta unicolor
- Istocheta ussuriensis
- Istocheta zimini